# Antoni Serra Fiter
Antoni Serra Fiter (Barcelona, 27 de enero de 1869-Cornellá de Llobregat, 29 de abril de 1932) fue un pintor y ceramista modernista español.
Formado como pintor, en 1904 creó un taller de cerámica en Barcelona que destacó por su alta calidad, especialmente en gres y porcelana estilo Sèvres, de los que destacan sus bibelots y jarrones decorados. Trabajaron para él diversos artistas y diseñadores, como Pablo Gargallo, Xavier Nogués, Ismael Smith y Josep Pey.
Trabajó junto con Gaspar Homar en la decoración de la casa Lleó Morera (1905), obra de Lluís Domènech i Montaner.
Ganó diversos premios en exposiciones de Bellas Artes de Barcelona, Londres y París (1907).
En 1909 trasladó su taller a Olot, mientras que en 1914 retornó a Barcelona, donde dirigió la fábrica Cucurny Hermanos, hasta que en 1926 creó la suya propia, la fábrica Serra, en Cornellá. En esta última etapa trabajaron con él tres de sus hijos, Antoni, Josep y Enric Serra i Abella, así como su yerno, el escultor Rafael Solanic.
Fue profesor en la Escuela Superior de Bellos Oficios de Barcelona.